# Margaritis Schinas
Margaritis Schinas, gr. Μαργαρίτης Σχοινάς (ur. 28 lipca 1962 w Salonikach) – grecki polityk, urzędnik europejski, w latach 2007–2009 poseł do Parlamentu Europejskiego, od 2019 do 2024 wiceprzewodniczący Komisji Europejskiej.

## Życiorys
Absolwent administracji publicznej w London School of Economics, ukończył także studia europejskie w Kolegium Europejskim w Brugii oraz prawo na Uniwersytecie Arystotelesa w Salonikach.
W 1990 rozpoczął pracę w Komisji Europejskiej, pełnił różne funkcje w biurach komisarzy. Był także dyrektorem działu prasowego reprezentacji greckiej w KE. Zajmował stanowisko zastępcy szefa gabinetu wiceprzewodniczącego KE, Loyoli de Palacio, następnie od 2004 do 2007 był szefem gabinetu cypryjskiego komisarza Markosa Kiprianu.
W październiku 2007 z ramienia Nowej Demokracji objął mandat posła do Parlamentu Europejskiego VI kadencji. Był członkiem frakcji chadeckiej, pracował w Komisji Budżetowej.
W PE zasiadał do lipca 2009. Powrócił następnie do pracy w Komisji Europejskiej. W lutym 2010 José Barroso powierzył mu stanowisko zastępcy dyrektora biura doradców do spraw polityki europejskiej. Później był rzecznikiem prasowym KE. W 2019 dołączył do Komisji Europejskiej kierowanej przez Ursulę von der Leyen (z kadencją od 1 grudnia tegoż roku) jako wiceprzewodniczący odpowiedzialny za promowanie europejskiego stylu życia. W KE zasiadał do końca kadencji w 2024.